# Yaalchuch
Yaalchuch är en ort i Mexiko.   Den ligger i kommunen Tenejapa och delstaten Chiapas, i den sydöstra delen av landet, 800 km öster om huvudstaden Mexico City. Yaalchuch ligger 2 242 meter över havet och antalet invånare är 114.
Terrängen runt Yaalchuch är kuperad. Runt Yaalchuch är det ganska tätbefolkat, med 67 invånare per kvadratkilometer. I omgivningarna runt Yaalchuch växer i huvudsak städsegrön lövskog.